# Chalet des Roses
Le chalet des Roses est l'un des cinq chalets impériaux de Vichy (Allier) construits sous Napoléon III. Il est inscrit au titre des monuments historiques de France par arrêté du 15 janvier 1990.

## Historique
Le chalet des Roses a été construit à Vichy au cours de l’hiver 1863-1864 pour Achille Fould,  ministre des Finances de Napoléon III, dans l'alignement des quatre autres chalets impériaux en bordure du nouveau parc qui longe l’Allier (aujourd'hui parc Napoléon III) et en bordure du quartier thermal. L'empereur avait fait aménagé ce parc et construire ces chalets pour sa résidence personnelle et celles de sa suite lors de ses séjours dans la station thermale. Le bâtiment a été agrandi en 1927 par l’ajout de l’aile nord. Le chalet est inscrit au titre des monuments historiques par arrêté du 15 janvier 1990 en même temps que le chalet Marie-Louise et le chalet de Clermont-Tonnerre. Les chalets de l'Empereur et de l'Impératrice ayant été inscrits en 1972, l'ensemble des cinq chalets impériaux se trouve alors protégé au titre des Monuments historiques. 
Le chalet des Roses restera jusqu’en 2018 dans la famille Bignon qui y résidera plus de cent trente années, avant en 2021 d’être acquis le 23 avril par Anne-Flore Maman Larraufie et Jean-Yves Larraufie qui décident d’ouvrir pour la première fois ce monument historique au public. Le chalet des Roses est actuellement la résidence du couple qui souhaite lui redonner une vie au sein de la société vichyssoise. 

## Architecture
Le chalet des Roses est un chalet de style dit « savoyard ». Ce style, simple et sans fioritures est caractérisé par un bâtiment rectangulaire et un toit sans décrochement, et fait de pierre, de bois et d’ardoise. Historiquement, dans chaque village de Savoie, tout le monde aidait à la construction des maisons individuelles. Les villageois réalisaient le gros œuvre, charge à la famille de personnaliser son habitation. Les balcons, portes, balustrades ou galeries sont ainsi savamment découpés, sculptés, gravés et peints de motifs traditionnels ou religieux (croix de protection, colombes et cœurs, rosaces…).
Le chalet des Roses s’inscrit bien dans ce style architectural. En particulier les balustrades sculptées et la partie supérieure en bois du chalet ainsi que la découpe des gouttières en gargouilles lui donnent son originalité décorative.
En réalité, le chalet des Roses appartient plus largement au style chalet, style architectural de l’historicisme tardif, qui fait référence à des constructions traditionnelles caractérisées par des toits largement en saillie et des façades richement décorées avec des balcons en bois et des ornements sculptés. Il s'est répandu en Allemagne, en Autriche-Hongrie et en Scandinavie durant la Belle Époque.
Le style est caractérisé par :
- Toiture à pignons avec larges avant-toits ;
- Poutres de construction apparentes, y compris les grands supports ;
- Sculpture décorative et moulures ;
- Balcons ;
- Larges fenêtres ;
- Bardage en bois, généralement peint, souvent de couleurs vives.

Le chalet initial, construit par Jean Lefaure, qui terminait à peine la construction des chalets de l’Empereur et de l'Impératrice, ne comprenait pas l’aile nord dite ‘extension’. Le décrochement à gauche état lui aussi absent à l’origine. Achille Fould avait expressément fait le souhait d’un chalet inspiré/copié sur le chalet Eugénie, l'un des chalets impériaux.
La structure externe en est donc très similaire. Les matériaux, décors et ornements sont eux originaux. Au première étage, un balcon circulaire faisait à l’origine le tour du chalet. Il s’arrête aujourd’hui à l’extension, construite en 1927.
Les murs sont jointoyés par un cailloutis noyé dans du ciment rose. La couleur de ce ciment, ainsi que ses plantations de rosiers dans le jardin, auraient donné son nom au chalet.

### Intérieur
L’intérieur du chalet des Roses peut surprendre le visiteur par sa sobriété. Pas de moulures, peu de dorures mais de très beaux volumes permettant au Ministre de recevoir ses hôtes pour ses salons littéraires, jeux et événements mondains. Lieu de villégiature, le chalet n’est en effet pas conçu pour répliquer le faste des hôtels particuliers parisiens. On y vit plus simplement, avec moins de domestiques et de faste, même si les cuisines restent bien évidemment au sous-sol et que les innovations les plus à la pointe sont présentes, dont le système de water-closet alors uniquement installé dans des immeubles.

### Extérieur
Le jardin du chalet des Roses était à l’origine bien plus grand et surtout ouvert sur le parc. En effet lors de l’acquisition du terrain Achille Fould avait pour ambition de faire construire deux chalets. Il avait donc acheté le terrain comprenant l’actuel chalet des Roses, celui sur lequel fut bâti plus tardivement le chalet Saint-Sauveur, et celui comprenant le petit bâtiment au centre. Ce petit bâtiment étaient en réalité les écuries du baron de Veauce qui lança également les premières courses hippiques à Vichy, inaugurées le 22 août 1875. Le baron acheta le chalet des Roses le 17 octobre 1875 et y a fait construire des écuries pour y accueillir ses chevaux. En haut de la façade de ce bâtiment on peut d’ailleurs observer une sculpture de tête de cheval.
La façade du chalet donnant sur le jardin a subi des modifications au cours de son histoire, la terrasse ayant été ajoutée avec les barrières blanches dans les années 1960. À l’origine il y avait un escalier sur la gauche de la façade et une balustrade circulaire comme au premier étage.
Les archives mentionnent la présence de cinquante essences de rose dans le jardin, ce qui avec la couleur des murs du chalet, lui auraient donné son nom.